# Économie de la Gambie
L'économie de la Gambie ne recèle pas de minéraux importants ou d'autres ressources naturelles et sa base agricole est limitée.
Environ 75 % de la population dépend des récoltes et du bétail pour vivre. L'activité de production à petite échelle comprend le traitement des arachides, des poissons et des peaux.
La réexportation de produits alimentaires et manufacturés vers les pays voisins, principalement le Sénégal, constitue une part importante de l'activité économique, mais la dévaluation de 50 % du franc CFA en janvier 1994 a rendu les produits sénégalais plus compétitifs. La Gambie a bénéficié d'une reprise du tourisme après son déclin en réponse à la prise de pouvoir des militaires le 22 juillet 1994.

## Vue d'ensemble

Développement du PIB par habitant au Sénégal et en Gambie

Le PIB actuel per capita de la Gambie a enregistré une croissance maximale de 233 % dans les années 1970. Mais cela s'avéra intenable, et par conséquent il diminua de 8,3 % dans les années 1980 et encore de 5,2 % dans les années 1990. Le tourisme s'y divise en trois catégories. Il y a les vacances traditionnelles "sea, sex and sun" profitant du climat très chaud et des plages merveilleuses. La Gambie est aussi la première destination africaine pour beaucoup d'Européens amateurs d'oiseaux, étant donné sa faune aviaire spectaculaire et facile d'accès. Il y a également un nombre significatif d'Afro-Américains sur la trace de leurs racines dans ce pays, où tant d'Africains ont été capturés à l'époque du commerce des esclaves.
La saison touristique est la saison sèche, qui correspond aux mois d'hiver de l'hémisphère nord.
Le progrès économique à court terme reste très dépendant de la pérennité des aides bilatérales et multilatérales, ainsi que du respect des directives de gestion financière et de gouvernance économique prodiguées par les conseillers techniques du FMI. On s'attend à ce que la croissance annuelle du PIB tombe à moins de 4 % au cours de 2000-2001.
La Gambie a une économie libérale et de marché, caractérisée par l'agriculture traditionnelle de subsistance, une dépendance historique vis-à-vis des arachides à cause des bénéfices d'exportation, un commerce de réexportation concentré autour de son port océanique, des taxes à l'importation très faibles, des procédures administratives réduites, un taux de change fluctuant sans contrôles, et une industrie du tourisme significative.
L'agriculture représente 23 % du PIB et emploie 75 % de la main-d'œuvre. Dans l'agriculture, la production d'arachides occupe 5,3 % du PIB, les autres cultures 8,3 %, l'élevage 4,4 %, la pêche 1,8 %, et la sylviculture 0,5 %. L'industrie représente 12 % du PIB ; le secteur de la fabrication 6 %, un chiffre faible qui s'explique par la dépendance exclusive du secteur aux activités agricoles (par exemple, le traitement des arachides, les boulangeries, les brasseries, les tanneries). Les autres activités de fabrication incluent le savon, les boissons non alcoolisées et l'habillement. Le secteur tertiaire représente 19 % du PIB.
En 1999 le Royaume-Uni et d'autres pays européens étaient les marchés d'exportation principaux de la Gambie, représentant 86 % du total ; suivis par l'Asie avec 14 % ; puis par des sous-régions africaines, incluant le Sénégal, la Guinée-Bissau et le Ghana, avec 8 %.
Le Royaume-Uni et les autres pays d'Europe – à savoir l'Allemagne, la France, les Pays-Bas et la Belgique - étaient les sources principales d'imports, représentant 60 % du total des importations, suivis par l'Asie avec 23 %, la Côte d'Ivoire et d'autres pays africains avec 17 %. La Gambie signale que 11 % de ses exportations vont aux États-Unis et que 14 %.

## Agriculture

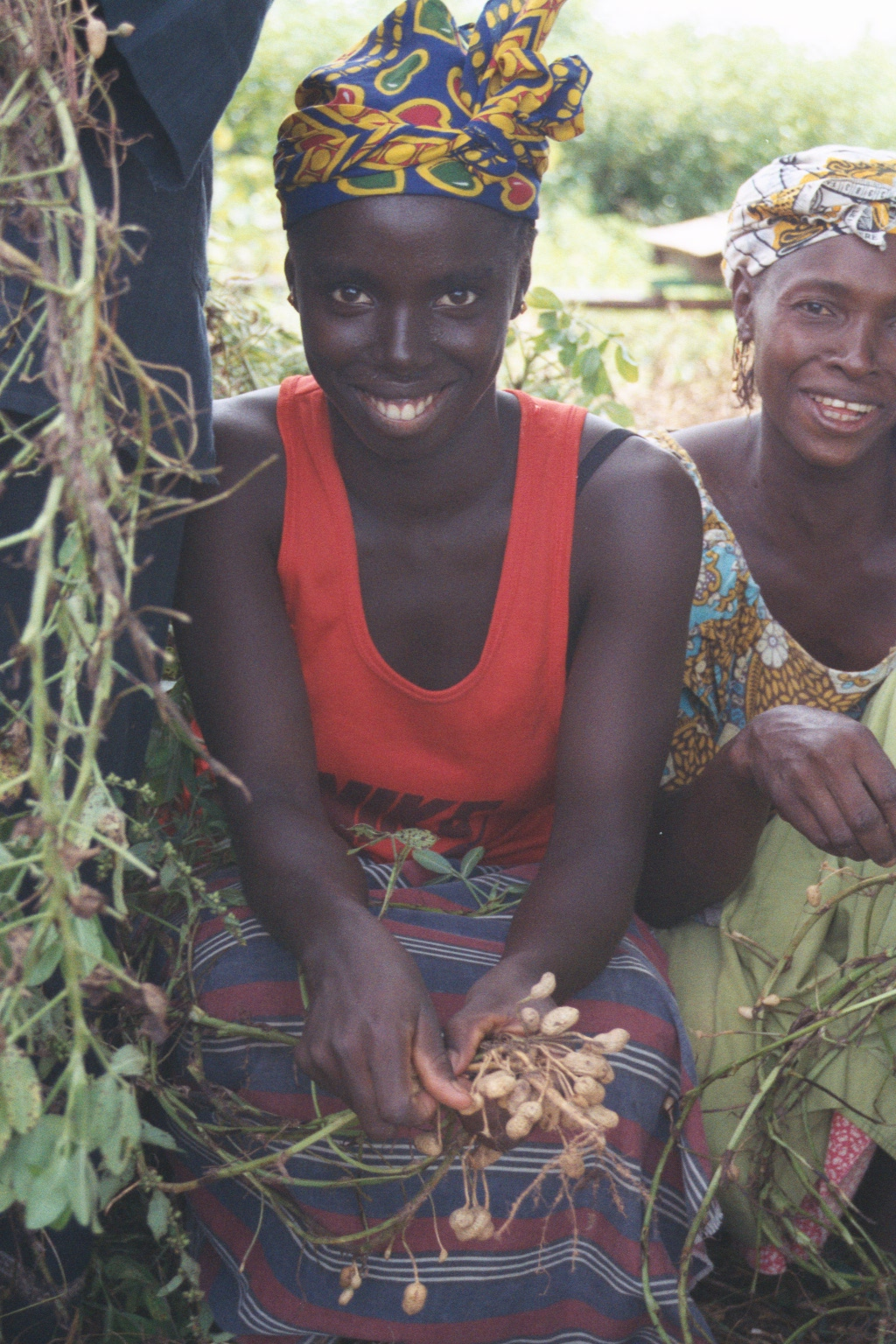
Agricultrice gambienne tenant des arachides, décembre 2000.

Cultures vivrières: riz, mil, sorgho, maïs, manioc, fruits et légumes.
Cultures d'exportation: arachide (50 % des terres cultivées), sésame
| Région      | Terres arables (ha) | Terres cultivées (ha) | Pourcentage |
| ----------- | ------------------- | --------------------- | ----------- |
| Western     | 117 457             | 26 428                | 22,5        |
| Lower River | 55 778              | 13 833                | 24,8        |
| North Bank  | 124 407             | 44 290                | 35,6        |
| MID (Sud)   | 86 438              | 23 857                | 27,6        |
| MID (Nord)  | 64 486              | 21 860                | 33,9        |
| Upper River | 105 754             | 38 390                | 36,3        |
| Total       | 554 320             | 168 658               | 30,5        |

L'autosuffisance alimentaire de la Gambie n'est pas assurée et fluctue grandement d'une année à l'autre, en raison de l'irrégularité des précipitations. Le pays recourt fréquemment aux importations et à l’aide alimentaire.
|                                                                      | 1961-63 | 1971-73 | 1981-83 | 1985 | 1987 |
| -------------------------------------------------------------------- | ------- | ------- | ------- | ---- | ---- |
| Céréales                                                             | 85      | 82,6    | 58,5    | 52,9 | 41,9 |
| Racines et féculents                                                 | 98,1    | 98,1    | 95,7    | 91,5 | 90,9 |
| Légumineuses                                                         | 99,7    | 99,3    | 100     | 100  | 100  |
| Source : ESN (FAO, Economic & Social department, Nutrition division) |         |         |         |      |      |

## Statistiques
Devise : 1 dalasi (D) = 100 bututs,

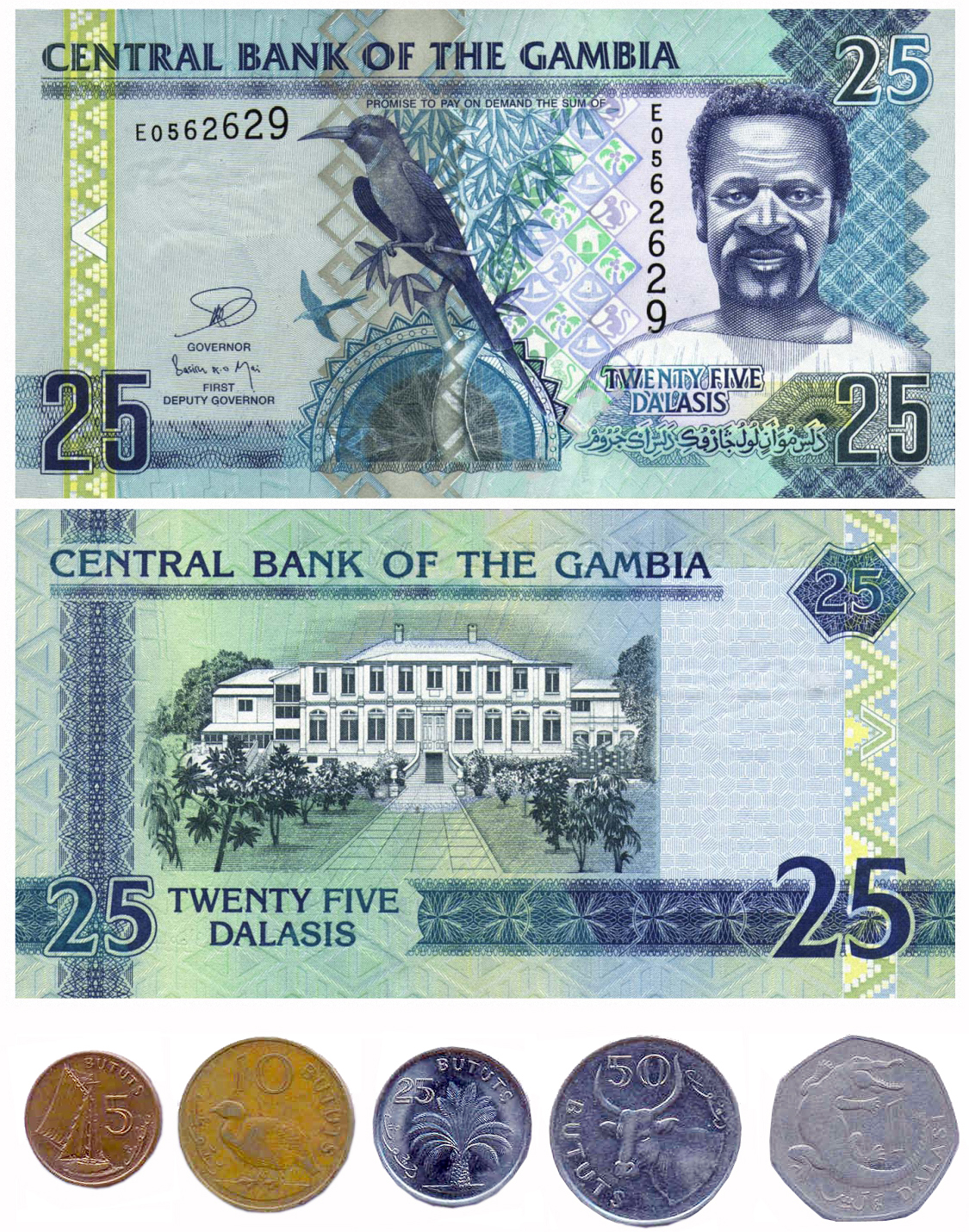
Dalasi

Taux de change : dalasi par rapport au dollar US - 30,38 (2005); 30,03 (2004); 27,306 (2004); 19,918 (2003) ; 15,687 (2002) ; 15.687 (2001)
Année fiscale : année civile
PIB :
- parité de pouvoir d'achat : 3,024 milliards de $ (est. 2005)
- taux de croissance réelle : 5,5 % (est. 2005)
- per capita : 1,900 $ (est. 2005)
- composition par secteur : agriculture 35,5 % — industrie 12,2 % — services 52,3 % (est. 2005)

Taux d'inflation : 8,8 % (est. 2005)
Population active : 400 000 (1996)
Population active par secteur : agriculture 75 % — industrie, commerce et services 19 % — gouvernement 6 %
Budget :
- revenus : 46 630 000 $
- dépenses : 98 200 000 $, incluant les investissements de capitaux (4 100 000 $) (est. 2005)

Électricité :
- production : 140 millions de kWh, entièrement produite grâce aux combustibles fossiles (2003)
- consommation : 130,2 millions de kWh (2003)

L'électricité n'est ni importée ni exportée de la Gambie.

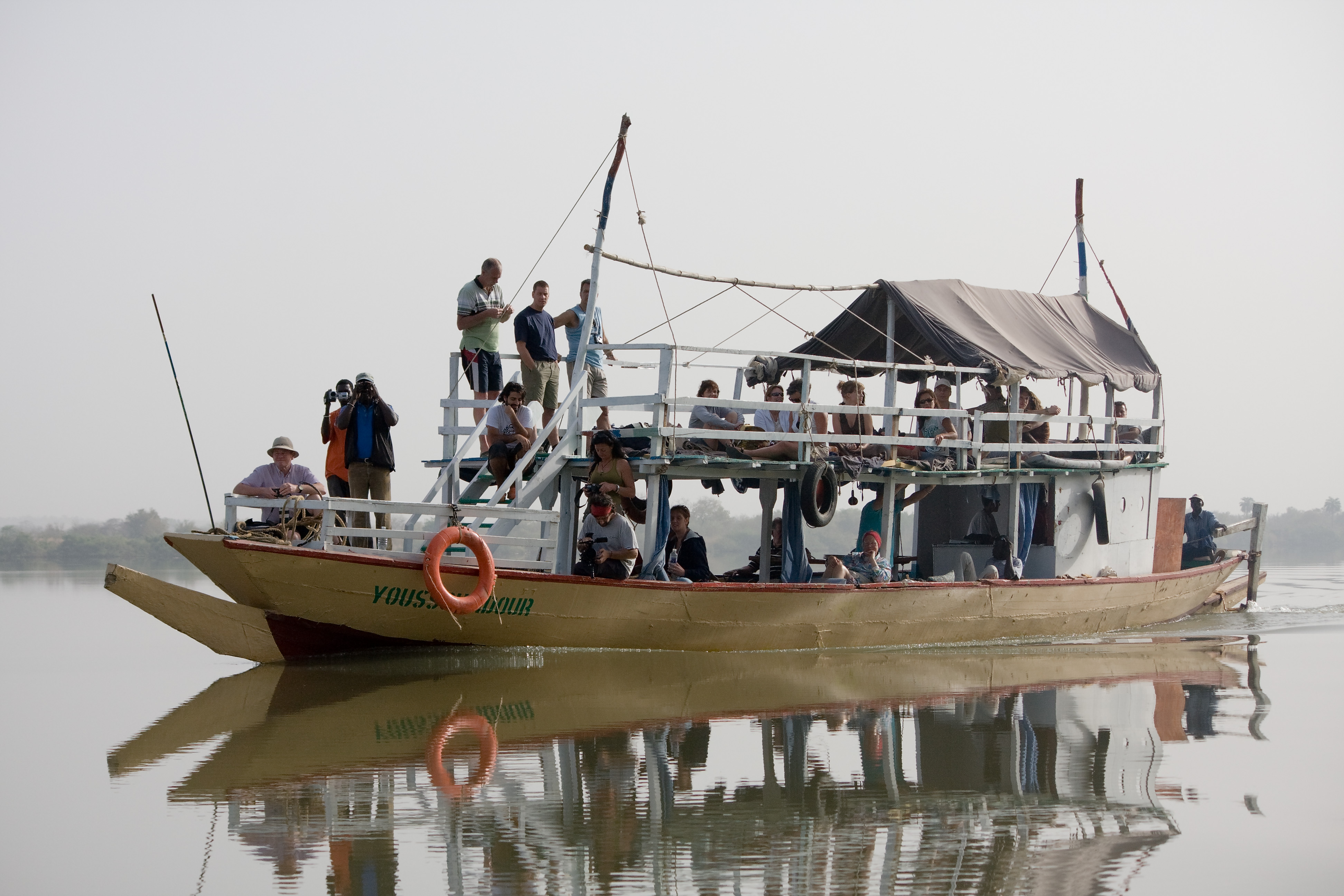
Bateau de touristes sur le fleuve Gambie, mars 2008.

Industries : traitement des arachides, pêche et des peaux ; tourisme ; brasseries ; le montage de machines agricoles ; le travail du métal et du bois ; l'habillement.
Agriculture : arachides, millet, sorgho, riz, maïs, manioc, grains de palme ; bétail, chèvres, moutons ; la forêt et les ressources issues de la pêche ne sont pas entièrement exploitées.
Exportation : 140 300 000 $ (est. 2005)
- biens de consommation : arachides et dérivés, poissons, fibre de coton, grains de palme, réexportation.
- partenaires : Inde 23,7 % ; Royaume-Uni 15,2 % ; Allemagne 9,6 % ; Thaïlande 5,9 % ; Malaisie 4,1 % (2004)

Importation : 197 000 000 $ (est. 2005)
- biens de consommation : produits alimentaires, produits manufacturés, combustibles, machines et équipements de transport.
- partenaires : Chine 23,9 % ; Sénégal 11,6 % ; Brésil 5,9 % ; Royaume-Uni 5,5 % ; Pays-Bas 4,6 % ; É.-U. 4,4 % (2004)

Dette extérieure : 628 800 000 $ (est. 2003)
Aide économique reçue : 59 800 000 $ (2003)